# Ultraman (prueba de resistencia)

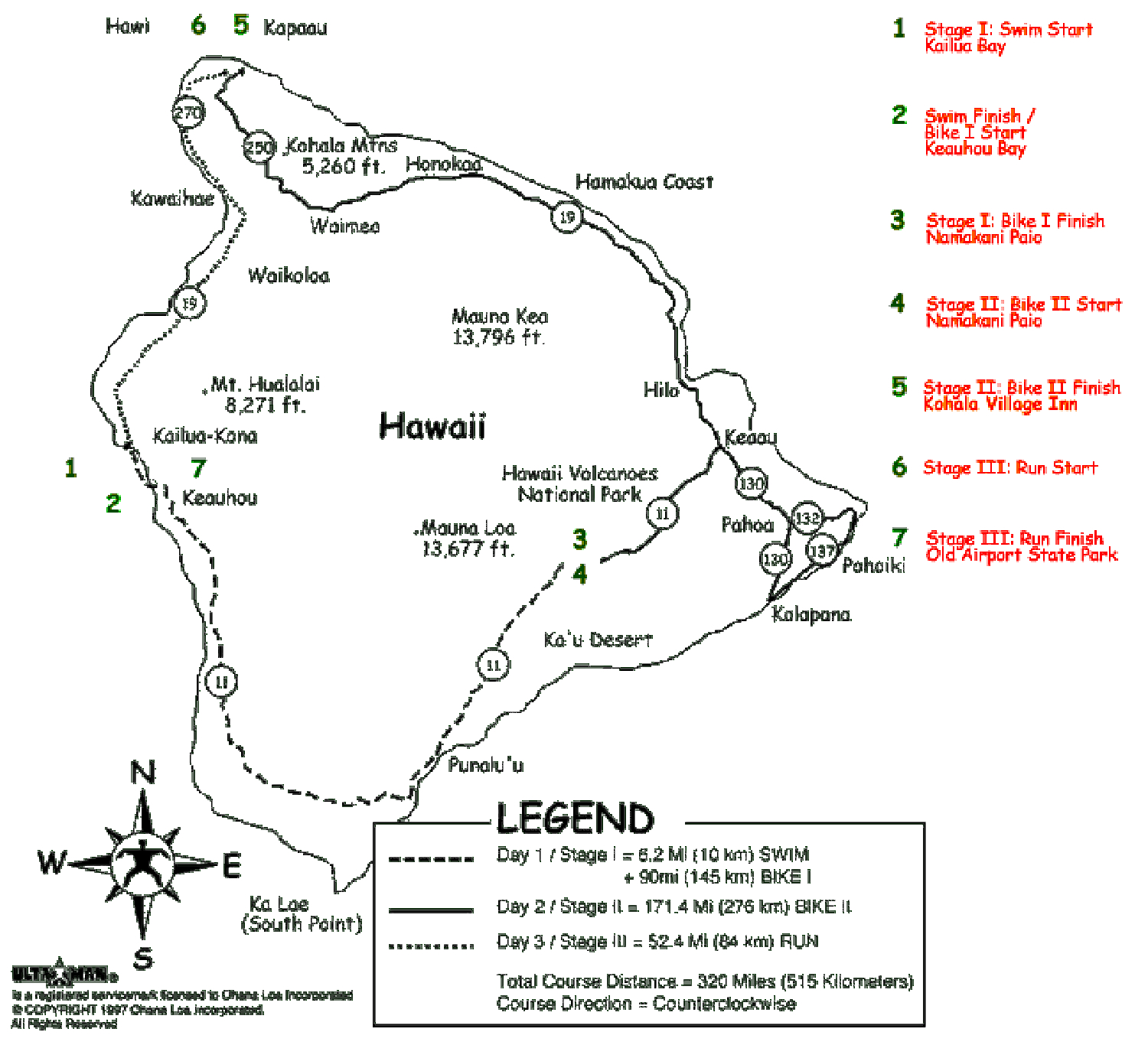
Mapa de ruta de Hawái

El Ultraman es una carrera multideportiva de 3 días y 515 km de distancia, inspirada en la que se celebra anualmente en la Isla de Hawái, que ahora se llama Campeonato Mundial de Ultraman. El «Ultraman» es una marca para eventos afiliados al original de Hawái. Cada carrera se divide en tres etapas durante tres días: la primera es una de natación en el océano de 6,2 millas (10 km) desde la bahía de Kailua hasta la bahía de Keauhou, seguido de un paseo en bicicleta, campo a través, de 90 millas (145 km), con subidas verticales que suman 6 000 pies (1 800 m). La segunda etapa es un paseo en bicicleta de 171,4 millas (276 km) desde el Parque nacional de los Volcanes hasta Kohala Village Inn en Hawi, con ascensos verticales totales de 4 000 pies (1 200 m). La tercera etapa es una doble maratón de 84 km (52,4 millas), que comienza en Hawi y termina en la playa de la zona recreativa estatal del antiguo aeropuerto de Kona. Cada etapa debe completarse dentro de las 12 horas o menos. La parte de natación de la etapa 1 debe completarse en 5,5 horas o menos. Los competidores que no lleguen a la línea de meta dentro de los límites de tiempo son descalificados, pero se les anima a seguir compitiendo cada día como participantes.
Este evento atrae a atletas que buscan explorar lo más extremo en habilidades físicas y mentales. La carrera está limitada a 40 atletas solo por invitación y atrae a participantes de todo el mundo, incluidos Argentina, Brasil, Canadá, Italia, México, Puerto Rico, España, Suecia, Eslovenia y Estados Unidos. Los corredores deben haber cumplido los 20 años antes del inicio de la primera etapa. Cada corredor debe estar acompañado por un equipo de apoyo individual de al menos dos personas durante todo el recorrido. Muchos miembros del equipo de apoyo son voluntarios de la gran comunidad.

## Historia
El primer triatlón Ultraman se llevó a cabo en 1983 y fue organizado por Curtis Tyler, Alex Smith y Conrad Will. En el grupo, Curtis Tyler se desempeñó como director de carrera original con el objetivo de tener más de una competición, centrándose en los principios de la cultura hawaiana: «aloha» (amor), «ohana» (familia) y «kokua» (ayuda). En 1992, Tyler entregó Ultraman a Jane Bockus con la condición de que nunca hubiera premios en metálico. Jane Bockus, a menudo referida como «Ultra Momma», ha mantenido el evento igual con la excepción de un cambio de rumbo en los años 2001 y 2002 con un inicio y final en Kailua-Kona, lugar del formato en torno a Isla Grande. En 2017, Ultra Momma entregó las riendas a su asistente de RD y Sheryl Cobb asumió el cargo de directora de carrera, con su esposo David como asistente de RD. En 2018, David Cobb fue nombrado codirector de carrera junto con Sheryl.
La popularidad se mantuvo durante muchos años y las cosas cambiaron poco hasta la erupción del Kilauea de 2018. Durante la erupción, la lava cubrió parte del circuito en la zona de «Red Road», una sección favorita del circuito del día 2. En 2018 se modificó para tener en cuenta este suceso: el día 1 se convirtió en una carrera de ida y vuelta, terminando en la T1 en la bahía de Keauhou; el día 2 se convirtió en un viaje desafiante desde Kona hasta el «Saddle» antes de encontrarse con el antiguo campo, terminando en Kapaa Park cerca de Hawi; el día 3 se mantuvo sin cambios, desde Hawi de regreso a Kona. En 2019, el día 1 se volvió al antiguo camino de Kona al volcán. El día 2 se modificó ligeramente para tener en cuenta la lava en Red Road, pero comenzó en el volcán y terminó en Hawi como de costumbre y el día 3 se mantuvo igual.
En 1993, se organizó un segundo Ultraman en Canadá (Penticton, Columbia Británica) que sirvió como evento clasificatorio para ganar la entrada al Campeonato Mundial de Ultraman en Hawái hasta 2014. Un tercer evento Ultraman en Reino Unido comenzó en 2011 y se celebró en Gales durante tres años. Ultraman Florida se lanzó en la región de Orlando en 2014. Ultraman Australia se lanzó en 2015 y se celebró en Noosa durante tres años. Ultraman Canadá regresó como clasificado en julio de 2019, Ultraman Arizona se lanzó en marzo de 2022 y Ultraman México fue lanzado por primera vez en enero de 2025.

Llegamos juntos, como extraños, competimos como amigos y nos despedimos como hermanos.
Gerry van de Wint

## Resultados

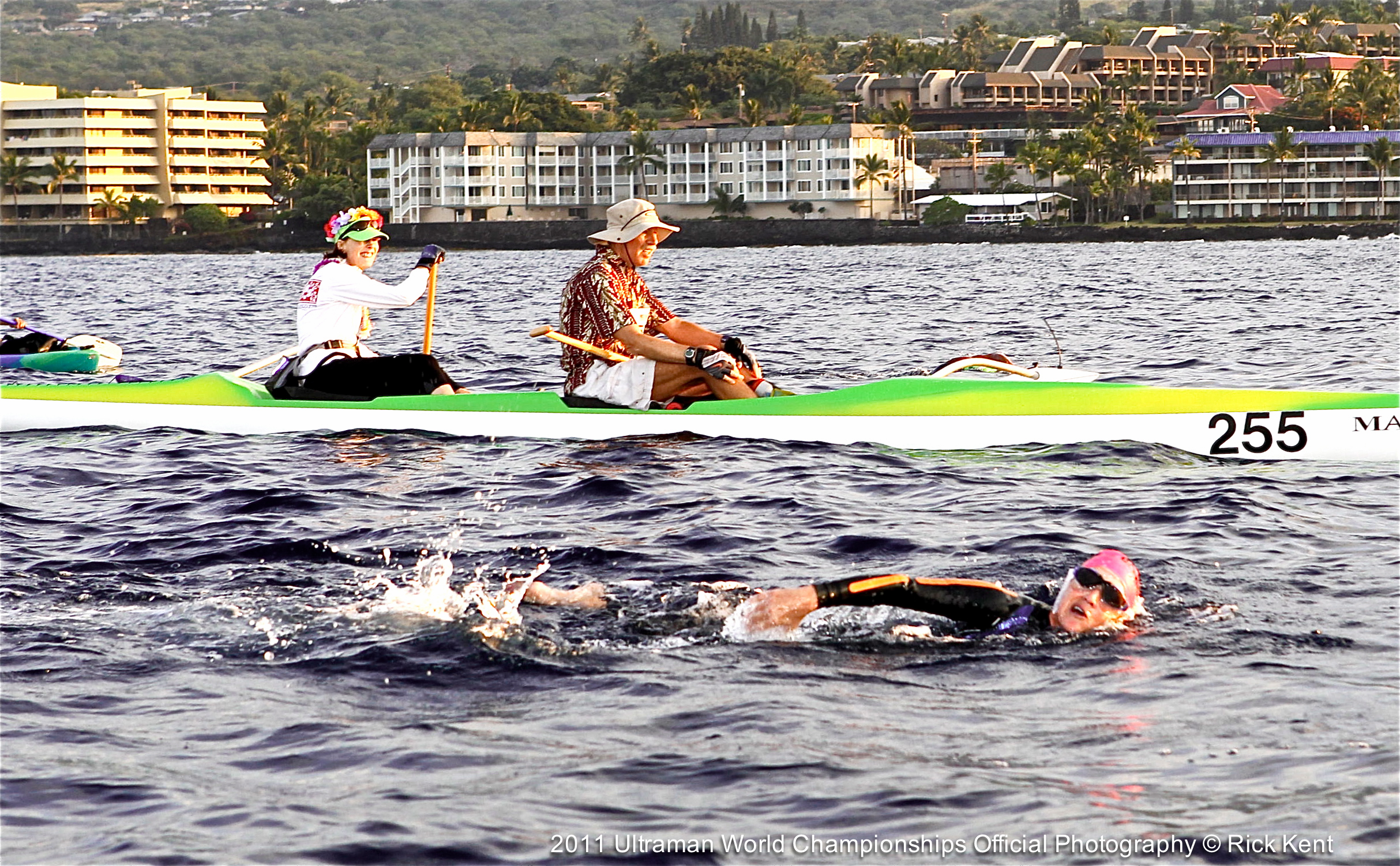
Nadador en la Ultraman frente a la costa de Kailua-Kona con escolta.

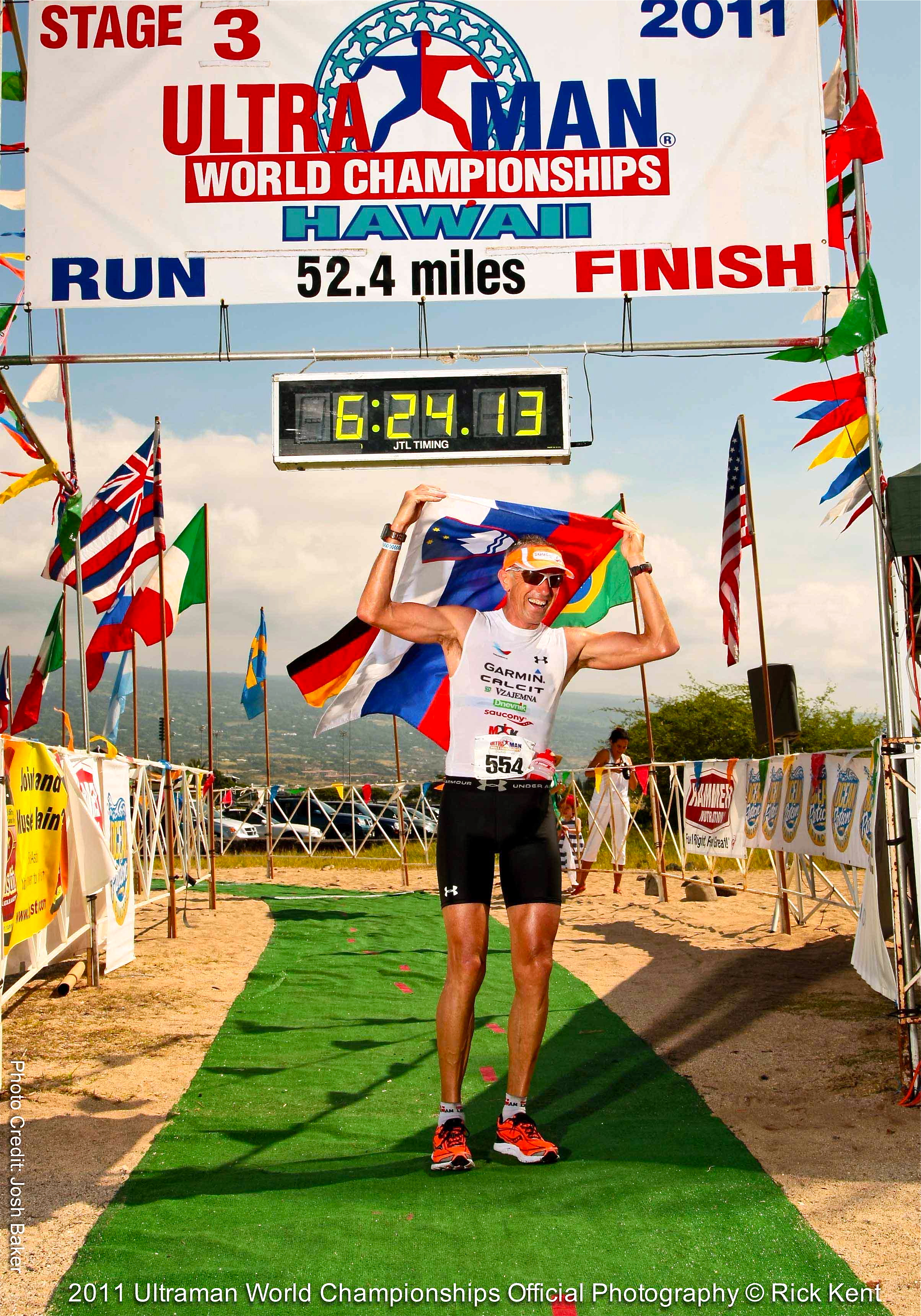
Los corredores más rápidos completarán la doble maratón de 52,4 millas en menos de siete horas.

| Año  | Sexo   | Posición     | Atleta                  | Edad | Nacionalidad   | Tiempo    |
| ---- | ------ | ------------ | ----------------------- | ---- | -------------- | --------- |
| 1983 | Hombre | 1            | Kurt Madden             | 28   | Estados Unidos | 21:41:02  |
| 1983 | Mujer  | 9 (general)  | Ardis Bow               | 27   | Estados Unidos | 26:57:45  |
| 1984 | Hombre | 1            | Scott Molina            | 24   | Estados Unidos | 24:49:01  |
| 1984 | Mujer  | 13 (general) | Lyn Brooks              | 36   | Estados Unidos | 33:15:24  |
| 1985 | Hombre | 1            | Kurt Madden             | 30   | Estados Unidos | 22:11:04  |
| 1985 | Mujer  | 3 (general)  | Ardis Bow               | 29   | Estados Unidos | 25:44:51  |
| 1986 | Hombre | 1            | Jim Freim               | 40   | Estados Unidos | 25:43:21  |
| 1986 | Mujer  | 23 (general) | Sherri Wellis           | 38   | Estados Unidos | 33:31:19  |
| 1988 | Hombre | 1            | Gary Shields            | 33   | Estados Unidos | 24:42:01  |
| 1988 | Mujer  | 18 (general) | Manako Mizuntani        | 28   | Japón          | 35:41:14  |
| 1989 | Hombre | 1            | Gary Shields            | 34   | Estados Unidos | 23:14:56  |
| 1989 | Mujer  | 8 (general)  | Tina Bischoff           | 31   | Estados Unidos | 25:45:51  |
| 1990 | Hombre | 1            | Gary Shields            | 35   | Estados Unidos | 22:19:16  |
| 1990 | Mujer  | 25 (general) | Angelika Castaneda      | 47   | Estados Unidos | 31:27:45  |
| 1992 | Hombre | 1            | Don Newman              | 33   | Estados Unidos | 26:20:23  |
| 1992 | Mujer  | -            | -                       | --   |                | --:--:--  |
| 1993 | Hombre | 1            | Hans-Juergen Schley     | 37   | Alemania       | 25:50:38  |
| 1993 | Mujer  | 13 (general) | Hiroe Fukushima         | 25   | Estados Unidos | 34:19:52  |
| 1994 | Hombre | 1            | Daniel Schallmo         | 37   | Alemania       | 23:50:34  |
| 1994 | Mujer  | -            | -                       | --   |                | --:--:--  |
| 1995 | Hombre | 1            | Kevin Cutjar            | 29   | Australia      | 23:19:39  |
| 1995 | Mujer  | 22 (general) | Tracy Preston           | 25   | Canadá         | 32:25:37  |
| 1996 | Hombre | 1            | Erik Seedhouse          | 32   | Canadá         | 22:51:36  |
| 1996 | Mujer  | -            | -                       | --   |                | ---:--:-- |
| 1997 | Hombre | 1            | Peter Kotland           | 25   | Estados Unidos | 21:52:51  |
| 1997 | Mujer  | 14 (general) | Tracy Preston           | 27   | Canadá         | 34:08:00  |
| 1998 | Hombre | 1            | Holger "Holgie" Spiegel | 26   | Alemania       | 21:41:22  |
| 1998 | Mujer  | 19 (general) | Tracy Preston           | 28   | Canadá         | 30:53:03  |
| 1999 | Hombre | 1            | John Nickles            | 35   | Estados Unidos | 22:46:27  |
| 1999 | Mujer  | 17 (general) | Linda Bialla            | 36   | Estados Unidos | 29:19:00  |
| 2000 | Hombre | 1            | Uros Velepec            | 34   | Eslovenia      | 22:15:08  |
| 2000 | Mujer  | 10 (general) | Monica Fernández        | 33   | Guatemala      | 28:08:09  |
| 2001 | Hombre | 1            | Uros Velepec            | 34   | Eslovenia      | 22:44:30  |
| 2001 | Mujer  | 10 (general) | Monica Fernández        | 33   | Guatemala      | 27:56:54  |
| 2002 | Hombre | 1            | Gordo Byrn              | 33   | Nueva Zelanda  | 23:24:56  |
| 2002 | Mujer  | 12 (general) | Conny Dauben            | 27   | Alemania       | 28:32:59  |
| 2003 | Hombre | 1            | Alexandre Ribeiro       | 38   | Brasil         | 22:20:26  |
| 2003 | Mujer  | 6 (general)  | Shanna Armstrong        | 29   | Estados Unidos | 27:31:51  |
| 2004 | Hombre | 1            | Jonas Colting           | 31   | Suecia         | 21:41:49  |
| 2004 | Mujer  | 16 (general) | Lauren Fithian          | 46   | Estados Unidos | 32:03:16  |
| 2005 | Hombre | 1            | Alexandre Ribeiro       | 40   | Brasil         | 24:32:28  |
| 2005 | Mujer  | 4 (general)  | Shanna Armstrong        | 31   | Estados Unidos | 28:03:34  |
| 2006 | Hombre | 1            | Jeff Landauer           | 39   | Estados Unidos | 24:30:47  |
| 2006 | Mujer  | 9 (general)  | Shanna Armstrong        | 32   | Estados Unidos | 28:13:11  |
| 2007 | Hombre | 1            | Jonas Colting           | 34   | Suecia         | 21:59:44  |
| 2007 | Mujer  | 8 (general)  | Shanna Armstrong        | 32   | Estados Unidos | 26:43:24  |
| 2008 | Hombre | 1            | Alexandre Ribeiro       | 43   | Brasil         | 21:49:38  |
| 2008 | Mujer  | 10 (general) | Shanna Armstrong        | 34   | Estados Unidos | 26:25:03  |
| 2009 | Hombre | 1            | Alexandre Ribeiro       | 44   | Brasil         | 22:10:12  |
| 2009 | Mujer  | 7 (general)  | Shanna Armstrong        | 35   | Estados Unidos | 25:48:46  |
| 2010 | Hombre | 1            | Mike Le Roux            | 34   | Australia      | 21:55:57  |
| 2010 | Mujer  | 5 (general)  | Amber Monforte          | 32   | Estados Unidos | 24:07:11  |
| 2011 | Hombre | 1            | Alexandre Ribeiro       | 46   | Brasil         | 22:09:54  |
| 2011 | Mujer  | 6 (general)  | Amber Monforte          | 33   | Estados Unidos | 24:42:02  |
| 2012 | Hombre | 1            | Alexandre Ribeiro       | 47   | Brasil         | 22:51:12  |
| 2012 | Mujer  | 3 (general)  | Amber Monforte          | 34   | Estados Unidos | 25:29:09  |
| 2013 | Hombre | 1            | Miro Kregar             | 51   | Eslovenia      | 23:42:07  |
| 2013 | Mujer  | 3 (general)  | Hillary Biscay          | 35   | Estados Unidos | 24:30:50  |
| 2014 | Hombre | 1            | Tobias Winnemoeller     | 35   | Alemania       | 23:28:14  |
| 2014 | Mujer  | 7 (general)  | Yasuko Miyazaki         | 37   | Japón          | 25:40:49  |
| 2015 | Hombre | 1            | Mike Coughlin           | 42   | Canadá         | 21:44:18  |
| 2015 | Mujer  | 15 (general) | Staci Studer            | 42   | Estados Unidos | 28:29:28  |
| 2016 | Hombre | 1            | Iñaki De La Parra       | 33   | México         | 22:34:18  |
| 2016 | Mujer  | 6 (general)  | Kate Bevilaqua          | 39   | Australia      | 24:44:04  |
| 2017 | Hombre | 1            | Rob Gray                | 41   | Estados Unidos | 22:19:49  |
| 2017 | Mujer  | 9 (general)  | Steffi Steinberg        | 36   | Alemania       | 26:02:27  |

## Eventos de Ultraman
En junio de 2020, hay cuatro triatlones Ultraman existentes: Ultraman Florida, Ultraman Canadá y Ultraman Arizona sirven como clasificatorios para los Campeonatos del Mundo de Ultraman.
- Campeonato Mundial de Ultraman, celebrado en la gran isla de Hawai el fin de semana de Acción de Gracias, a finales de noviembre; desde 1983.
- Ultraman Florida, realizado en la región central del estado de Florida ; desde 2014.
- Ultraman Canadá, celebrado en Penticton, Columbia Británica, desde 2019 (récords)
- Ultraman Arizona, realizado en Phoenix; comienza en marzo de 2022 (fecha original de marzo de 2020 pospuesta debido a la pandemia de COVID-19).

## Galería

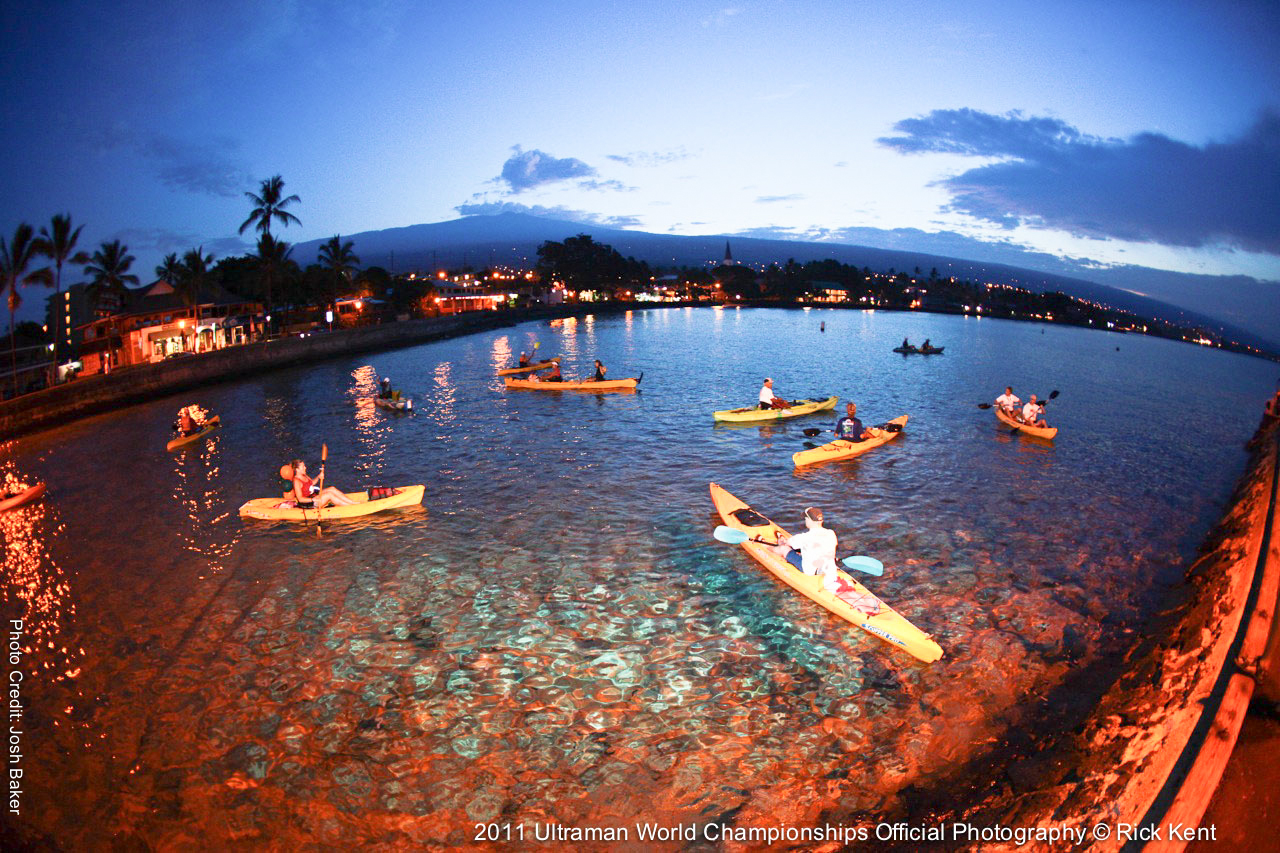
Escoltas de natación antes de la etapa 1 de 6,2 millas de natación en Kaiakeakua Beach
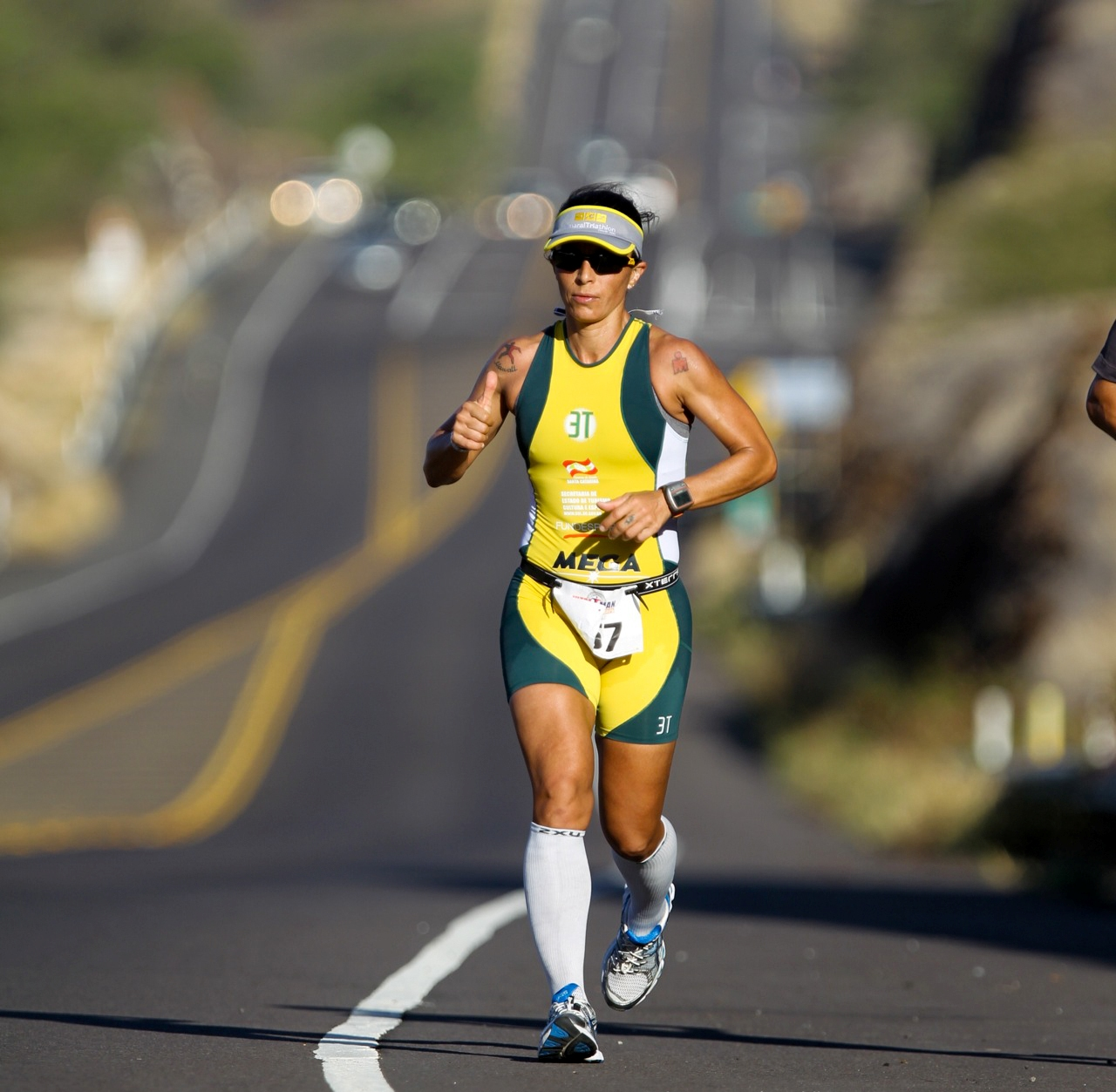
La tercera etapa, 52,4 millas, se realiza principalmente en la autopista Queen Kaahumanu «Queen K», que debe completarse en menos de 12 horas.
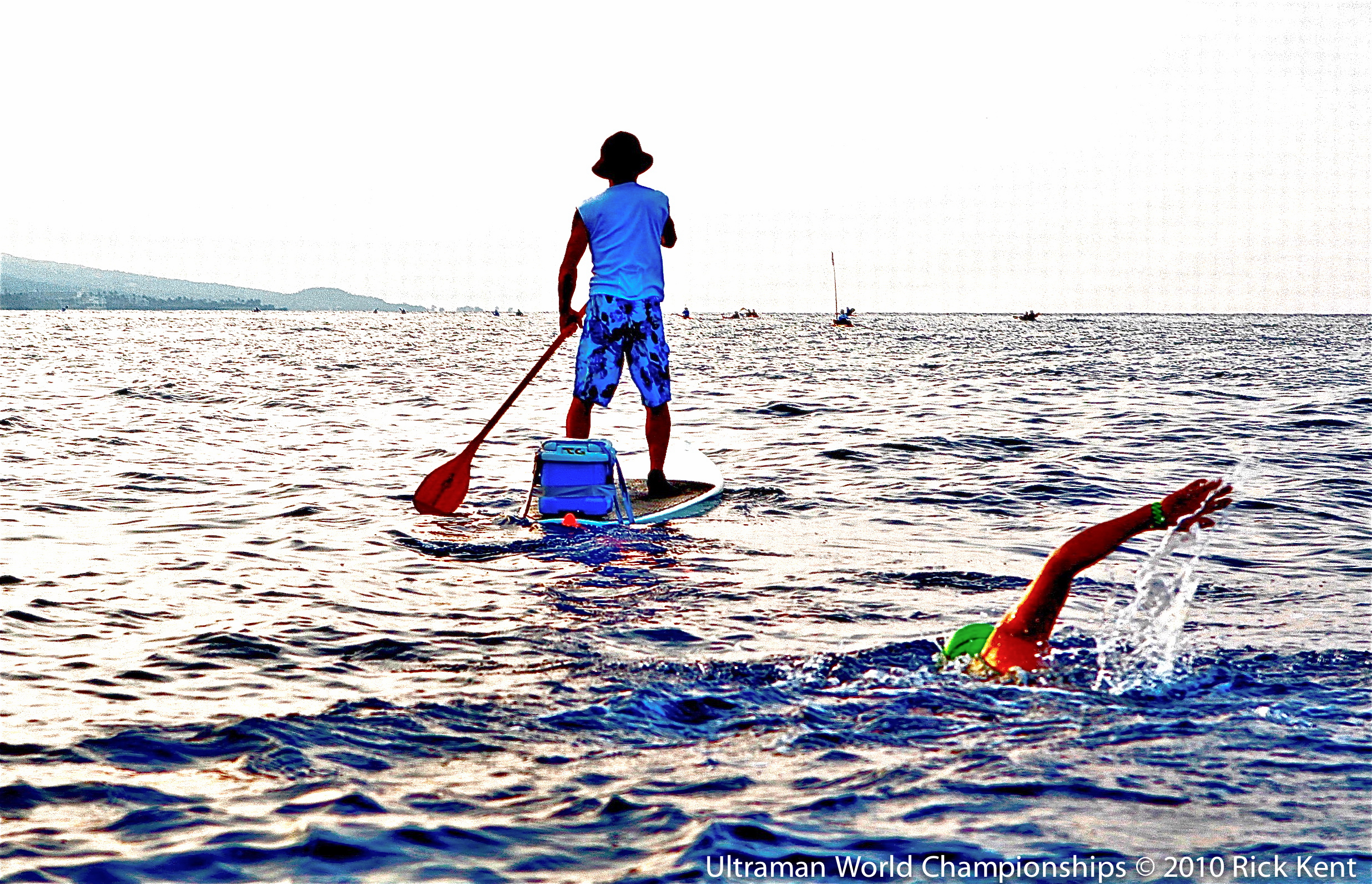
Nadador con escolta.
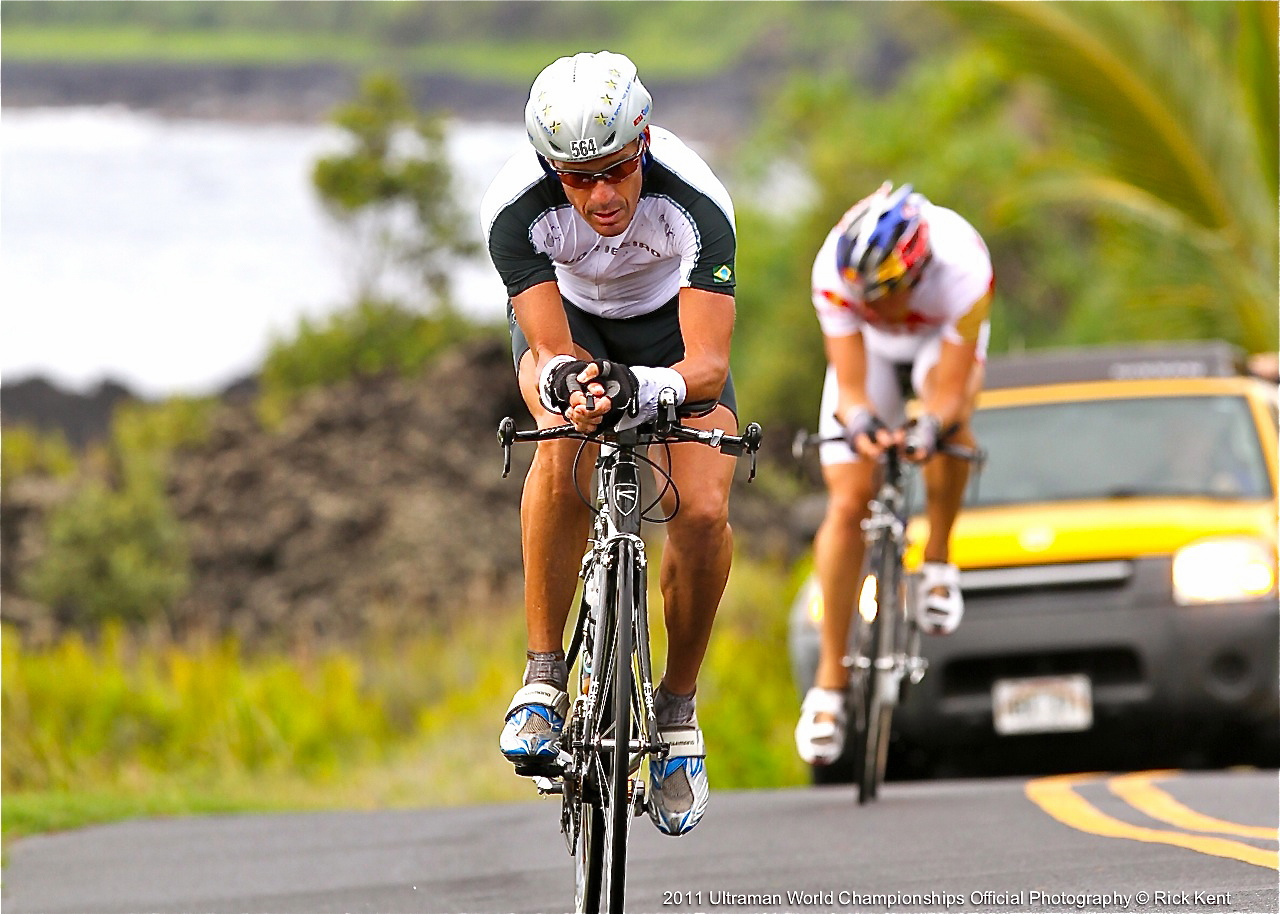
Los pioneros de la segunda etapa en bicicleta de 171 millas seguidas por un vehículo en Red Road.
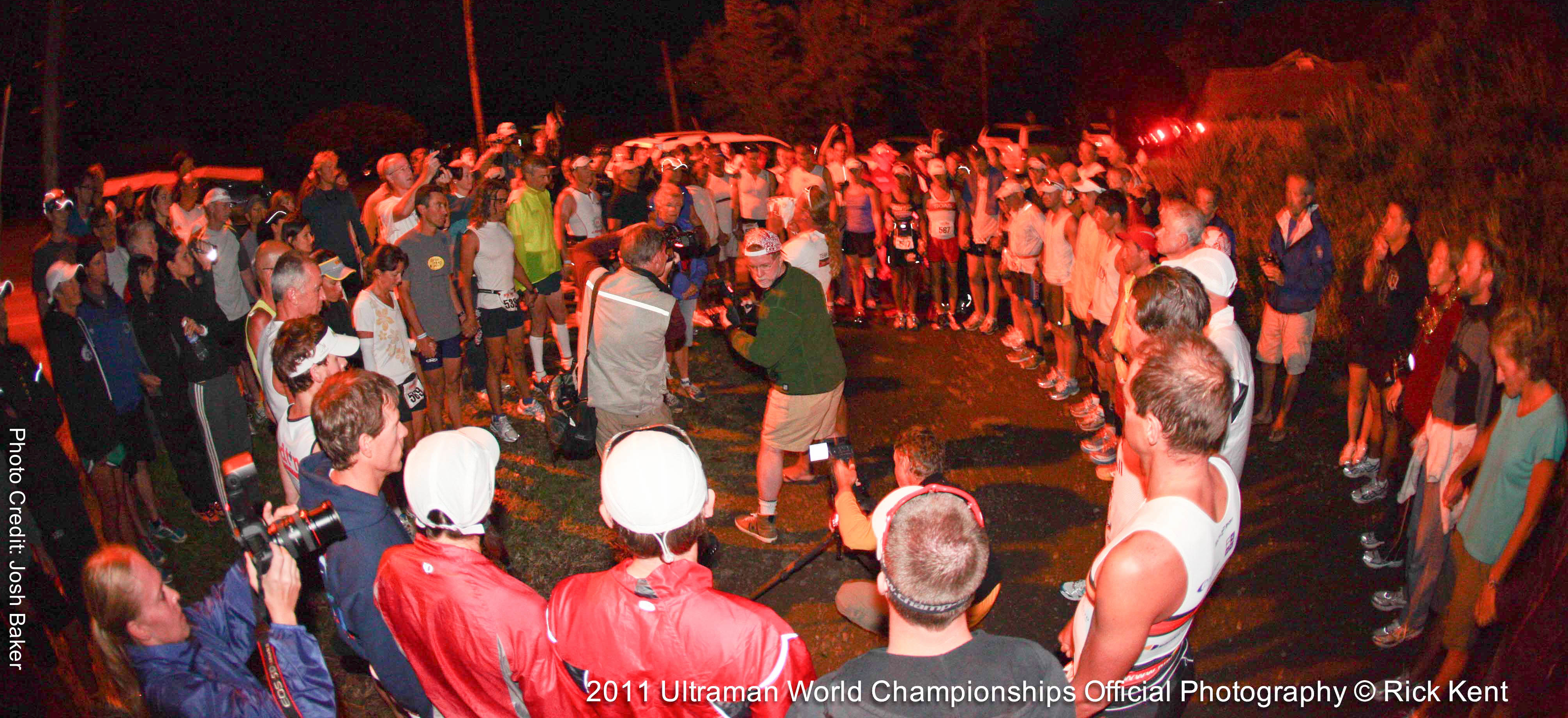
Los participantes se reúnen en círculo con los equipos de apoyo y el personal antes de correr 52,4 millas.
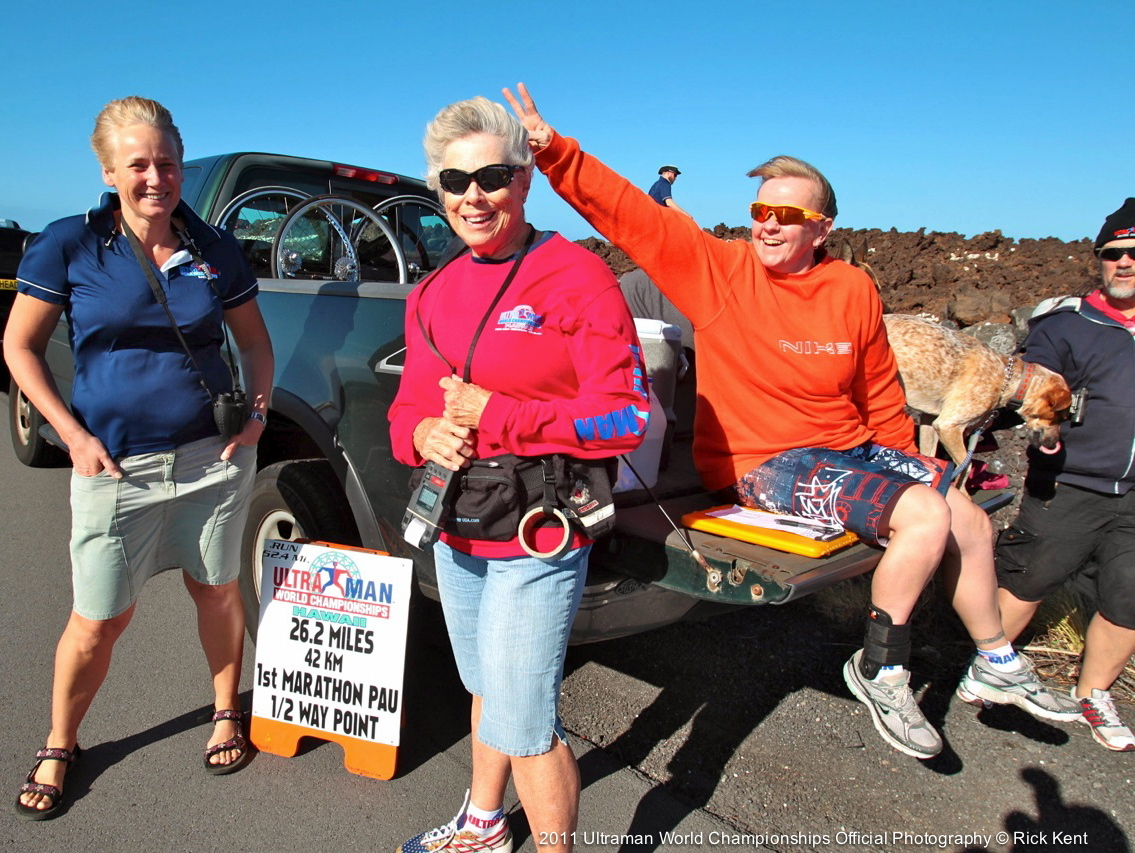
Ruth Wildman, Ultra Momma Jane Bockus, directores de carrera Sheryl Cobb y Dave Cobb.
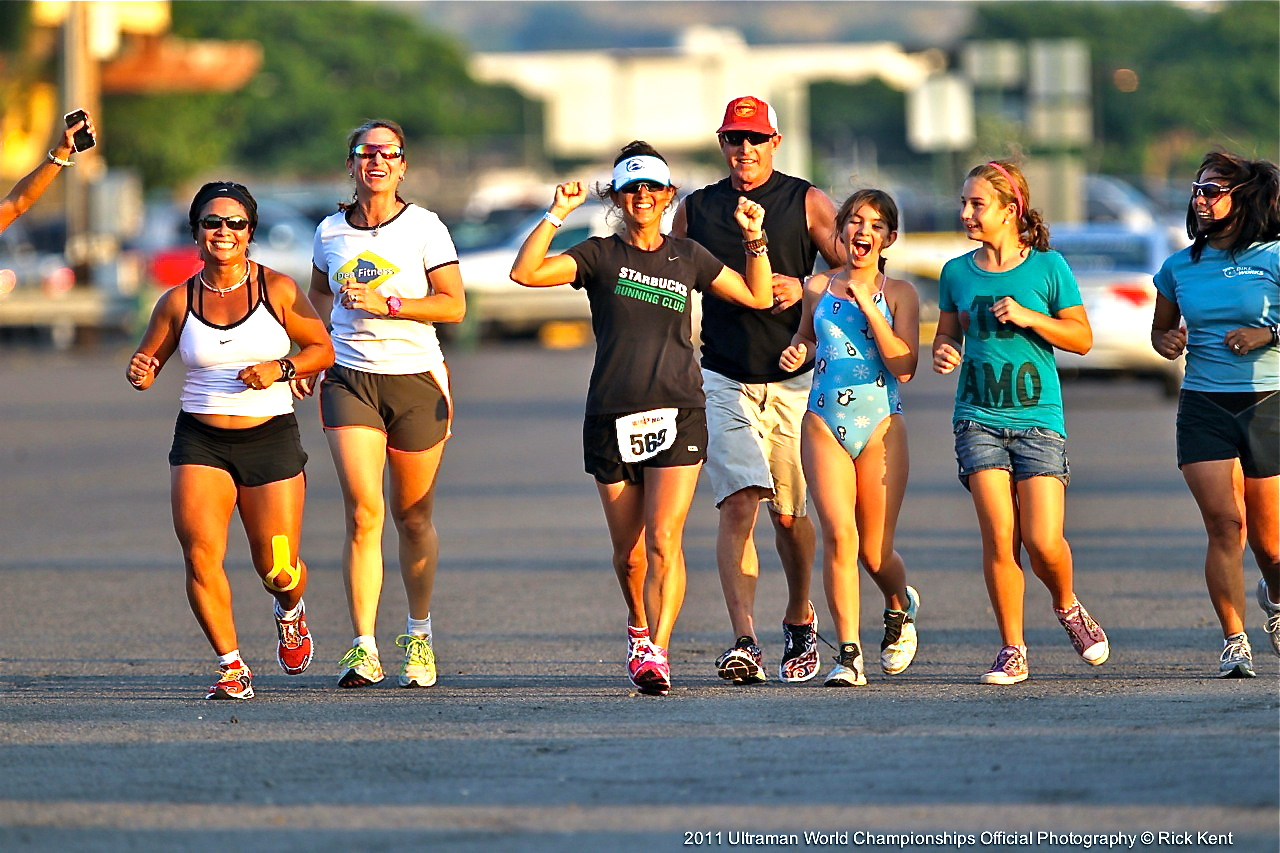
Tramo final de recorrido de 52,4 millas en el antiguo aeropuerto. Los participantes completan con frecuencia el viaje con familiares, amigos y equipo de apoyo.
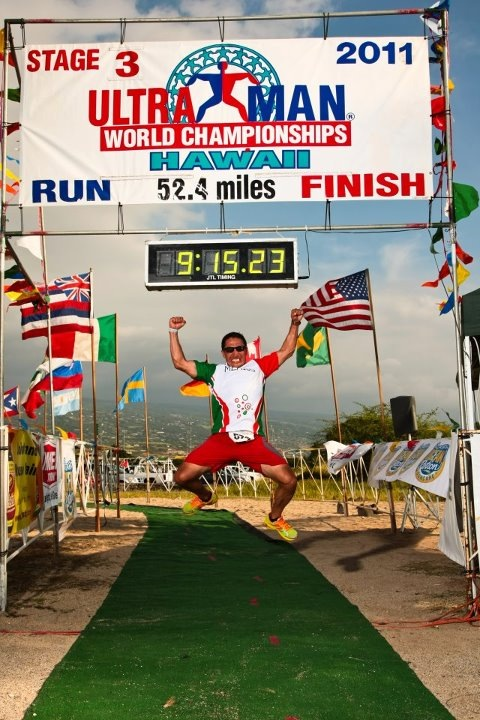
La energía de terminar un Ultraman.
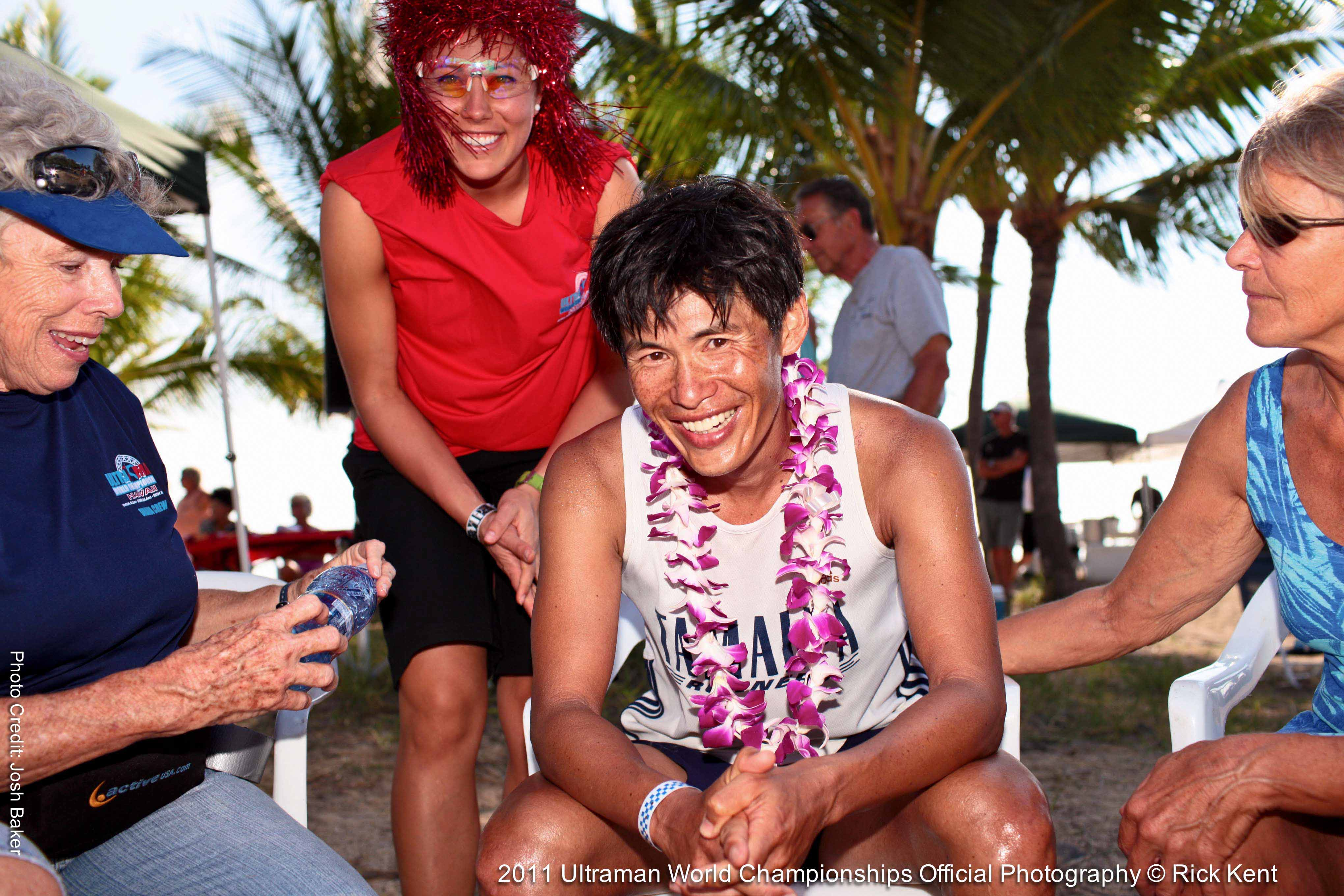
Los finalistas reciben un lei de Jane Bockus.
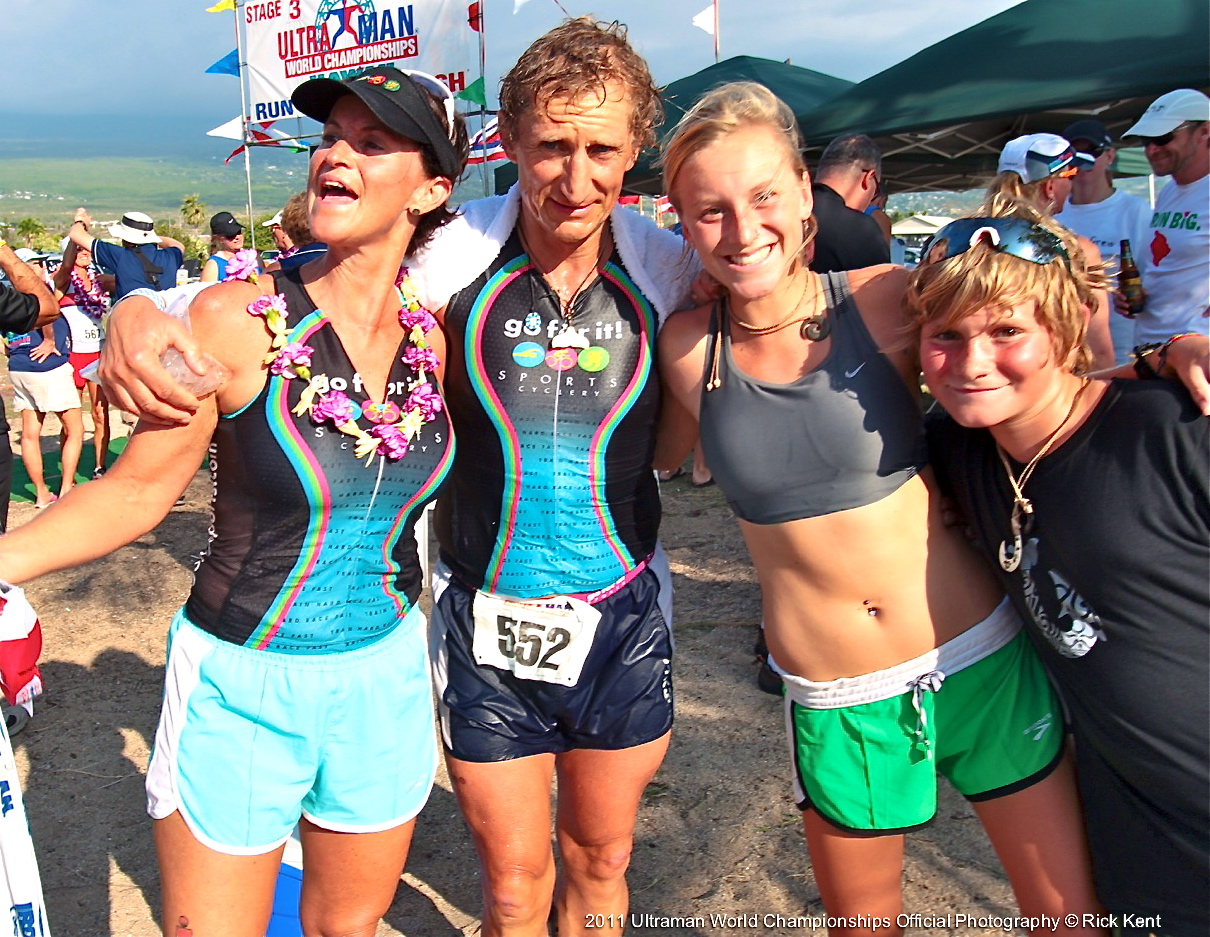
Algunos participantes utilizan a miembros de la familia como equipo de apoyo que se suma al ohana.